# بشرى مودو
بشرى مودو (مواليد 20 أغسطس 1986 في أمستردام)، هي لاعبة كرة قدم مغربية/هولندية. لعبت مع منتخب المغرب لكرة القدم للسيدات. لاعبة خط الهجوم.

## روابط خارجية
- بشرى مودو على موقع قاعدة بيانات كرة القدم.إي يو (الإنجليزية)
- بشرى مودو على موقع Soccerway.com (الإنجليزية)